# FV107 Scimitar
Az FV107 Scimitar páncélozott felderítő jármű és könnyű harckocsi, a CVR (Combat Vehicle Reconnaissance, Harci Felderítő Jármű) család tagja, 1971-ben állt hadrendbe Brit Szárazföldi Erőknél. A jármű nagyon hasonló a FV101 Scorpionhoz, de a 76 mm-e löveget egy 30 mm-es RARDEN gépágyúra cserélték.

## Műszaki adatok
- Hasmagasság: 0,35 m
- Fő fegyverzet: 30 mm L21 RARDEN gépágyú (percenkénti 90 lövéses tűzgyorsaság )
- Lövedék tipusok:
  - robbanótöltetű gyújtó gránát (HEI)
  - repeszromboló gránát (HE)
  - APSE (páncéltörő másodlagos hatású)
  - nyomjelzős leválóköpenyes űrméret alatti páncéltörő nyíllövedék (APDS-T)
- Védekezés: két négycsövű ködgránátvető
- Lőszerjavadalmazás:
  - 30 mm – 160 db
  - 7,62 mm – 3000 db

## Alkalmazók
- Brit haderő  – 318 db
- Honduras hadereje – 3 db
- Jordánia hadereje – 103 db
- Nigéria hadereje – 5 db